# Црква Светог пророка Илије у Цикотама
Црква Светог пророка Илије једнобродна је грађевина у селу Рудишта, општина Власеница, Република Српска. Црква је сазидана од камена, покривена је лимом и има звоник са једним звоном.
Црква је изграђена и освештена 1892. године. Није живописана, а иконостас је донесен из Тузле. Црквене књиге се воде од 1978. године, а све старије одузете су од стране државне власти након Другог светског рата. Стари парохијски дом је порушен у последњем рату, а нови није саграђен.

## Историја
Локално предање каже да је претходна црква срушена од стране Турака за вријеме првог српског устанка. По предању, црква је срушена а свештеници повјешани, зато што су правили трешњеве топове за Карађорђеве устанике.
Помен остатака цркве на Рудиштима се јавља у Шематизму Митопролије дабро-босанске из 1883. године. :
| „ | Не далеко од манастира има мјесто што се зове Рудиштима, у опћини Цикота, и ту леже развалине стародрвеног храма божијег, који је одавна порушен, али по предању сачуван му је споменик овај, да га је подигао Вукан жупан у исто доба, кад и манастир Папраћу. Сада ови садашњи православни хришћани настоје, да на истим развалинама нову цркву подигну и на том су већ започели радити. | ” |

Тадашњи парох Јован Поповић је заиста покушао да са вијерним народом обнови храм, али даље од темења се није отишло. Тек са доласком новог младог пароха Софронија Чалмића, поновно се јавља ентузијазам и жеља код локалног српског вјерујућег народа за обнову овог храма. Међутим, како се у исто вријеме гради српска црква у Власеници, одлучено је да се са почетком овог храма крене тек по завршетку власеничке цркве. И заиста у Босанско-Херцеговачком источнику се наводи:
| „ | На сами Спасов дан 1890. г. благословом Његовог Високопреосвештенства госп. Ђорђа Николајевића, а чинодејством пречасне господе Тодора Голића проте, Ђорђа Марковића пароха и надзиратеља власеничког протопрезвитерата и часног г. Софронија Чалмића, пароха мјесног, а у присуству парохијалног народа буде на досадашњим развалинама темељац камен будућој цркви свечано положен и освјештан. У тај камен, који је намјешћен у сред зида а на челу олтара, буде по обичају уметнута споменица на коју је означено и вријеме када је црква основана и ком свецу посвећена, при ком владару, црквеној поглавици, земље господару. | ” |

Градња је трајала двије године и за изградњу, као најзаслужнији народни одборници, се наводе: Томо Гужвић, Маријан Милаковић, Јово Бобар, Митар Лазић и Петар Тасовац.
Храм је свечано освештен за Велику госпојину 1892. г., уз присусво владике, учећше среског начелинка Салихаге Куртагића, власеничког рабина Аврама Алтарца и више хиљада вјерног српског народа.
| „ | Из Тузле је било такође пет, шест угледних породица, исто тако из Зворника, из српске Љубовије па и са Сокоца. А свега било је - многи тврде - ни више ни мање 5000 душа... | ” |

## Данашње стање
Постојећи лимени кровни прекривач ја значајно оштећен корозијом, тако да ће у блиско вријеме бити неопходна његова замјена. Иначе, изузев за Илиндан или неком другом вјерском пригодом (вјенчање, крштење....) цркава је закључана. Узимајући у обзир да је цијели крај склон исељавању , судбина цркве је веома неизвјесна.